# Rabita de Casablanca
L'Alliance Sportive de Casablanca (ASC) est un club sportif omnisports marocain.
Sa section de handball évoluant en Championnat du Maroc de handball, et est considéré parmi les meilleurs clubs marocains de handball.

## Historique
Comite fondateur Tatby Abdellatif hadj hmida Ajouby Med Daouni Med Nejdaoui Aziz & Tatby Alami

## Palmarès
Handball
- Championnat du Maroc (12)
  - Champion : 1986, 1987, 1988, 1991, 2002, 2003, 2004, 2005, 2007, 2008, 2009, 2010
  - Vice-champion : 2011

- Coupe du Trône (12)
  - Vainqueur : 1984, 1985, 1987, 1988, 1999, 2001, 2003, 2004, 2005, 2006, 2008, 2010
  - Finaliste : 2014

- Ligue des champions d'Afrique
  - Vice-champion : 2008
  - 4e : 2004

- Coupe Arabe des Champions
  - Finaliste : 2005